# Tūrangi
Tūrangi – miasto w Nowej Zelandii. Położone w środkowej części Wyspy Północnej, w regionie Waikato, 3059 mieszkańców. (dane szacunkowe – styczeń 2010).